# Dicranosterna
Dicranosterna is een geslacht van kevers uit de familie bladkevers (Chrysomelidae).
De wetenschappelijke naam van het geslacht werd in 1860 gepubliceerd door Victor Ivanovitsch Motschulsky.

## Soorten
- Dicranosterna ruffoi Daccordi, 2003
- Dicranosterna valica Daccordi, 2003